# Leichtathletik-Europameisterschaften 1969/4 × 100 m der Frauen

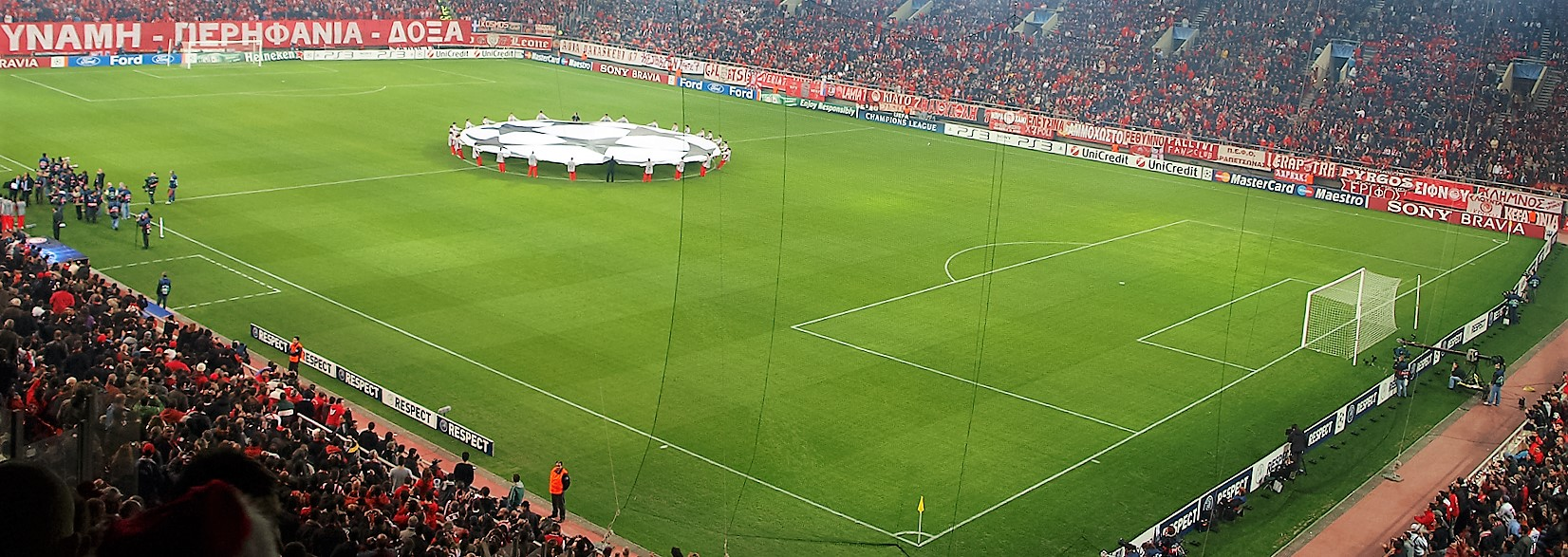
Das Karaiskakis-Stadion im Jahr 2009

Die 4-mal-100-Meter-Staffel der Frauen bei den Leichtathletik-Europameisterschaften 1969 wurde am 19. und 20. September 1969 im Athener Karaiskakis-Stadion ausgetragen.
Europameisterinnen wurden die Läuferinnen aus der DDR in der Besetzung Regina Höfer, Renate Meißner, Bärbel Podeswa und Petra Vogt.
Den zweiten Platz belegte die Bundesrepublik Deutschland mit Bärbel Hähnle, Jutta Stöck, Rita Jahn und Ingrid Becker.
Bronze ging an Großbritannien mit Anita Neil, Denise Ramsden, Sheila Cooper und Val Peat.

## Rekorde

### Bestehende Rekorde
| Weltrekord   | 42,8 s | USA (Barbara Ferrell, Margaret Bailes, Mildrette Netter, Wyomia Tyus)                   | OS Mexiko-Stadt Finale, Mexiko  | 20. Oktober 1968  |
| Europarekord | 43,4 s | Niederlande (Wilma van Gool, Mieke Sterk, Geertruida Hennipman, Cornelia Bakker)        | OS Mexiko-Stadt Vorlauf, Mexiko | 19. Oktober 1968  |
| Europarekord | 43,4 s | Sowjetunion (Ljudmila Scharkowa, Galina Bucharina, Wera Popkowa, Ljudmila Samotjossowa) | OS Mexiko-Stadt Finale, Mexiko  | 20. Oktober 1968  |
| Europarekord | 43,4 s | Niederlande (Wilma van Gool, Mieke Sterk, Geertruida Hennipman, Cornelia Bakker)        | OS Mexiko-Stadt Finale, Mexiko  | 20. Oktober 1968  |
| EM-Rekord    | 44,4 s | Polen (Elzbieta Bednarek, Danuta Straszyńska, Irena Kirszenstein, Ewa Kłobukowska)      | EM Budapest, Ungarn             | 4. September 1966 |

### Rekordverbesserungen
Die Staffel der Europameisterinnen aus der DDR (Regina Höfer, Renate Meißner, Bärbel Podeswa, Petra Vogt) verbesserte den bestehenden Meisterschaftsrekord bei diesen Europameisterschaften zweimal:
- 44,2 s – dritter Vorlauf am 19. September
- 43,6 s – Finale am 20. September

## Vorrunde
19. September 1969, 11.00 Uhr
Die Vorrunde wurde in drei Läufen durchgeführt. Die ersten beiden Staffeln pro Lauf – hellblau unterlegt – sowie die darüber hinaus beiden zeitschnellsten Mannschaften – hellgrün unterlegt – qualifizierten sich für das Finale. Nur ein Team schied aus.

### Vorlauf 1
| Platz | Name           | Nation                                                                 | Zeit (s) |
| ----- | -------------- | ---------------------------------------------------------------------- | -------- |
| 1     | Großbritannien | Anita Neil Denise Ramsden Sheila Cooper Val Peat                       | 45,0     |
| 2     | Frankreich     | Gabrielle Meyer Sylviane Telliez Nicole Montandon Veronique Grandrieux | 45,6     |
| 3     | Schweden       | Elisabeth Randerz Gun Olsson Karin Lundgren Margaretha Larsson         | 46,4     |

### Vorlauf 2
| Platz | Name           | Nation                                                                             | Zeit (s) |
| ----- | -------------- | ---------------------------------------------------------------------------------- | -------- |
| 1     | BR Deutschland | Bärbel Hähnle Jutta Stöck Rita Jahn Ingrid Becker                                  | 44,6     |
| 2     | Sowjetunion    | Nadeschda Besfamilnaja Ljudmila Golomasowa Ljudmila Samotjossowa Galina Mitrochina | 45,2     |
| 3     | Österreich     | Liese Prokop Helga Kapfer Maria Sykora Erika Kren                                  | 46,5     |

### Vorlauf 3
| Platz | Name         | Nation                                                               | Zeit (s) |
| ----- | ------------ | -------------------------------------------------------------------- | -------- |
| 1     | DDR          | Regina Höfer Renate Meißner Bärbel Podeswa Petra Vogt                | 44,2 CR  |
| 2     | Polen        | Krystyna Mandecka Danuta Jędrejek Urszula Jóźwik Mirosława Sarna     | 45,9     |
| 3     | Griechenland | Ekaterini Reizi Eleni Vrettakou Charoula Sassayanni Theodora Miniati | 49,2     |

## Finale
20. September 1969, 18.30 Uhr
| Platz | Staffel        | Besetzung                                                                          | Offizielle Zeit (s) handgestoppt | Inoffizielle Zeit (s) elektronisch |
| 1     | DDR            | Regina Höfer Renate Meißner Bärbel Podeswa Petra Vogt                              | 43,6 CR                          | 43,61                              |
| 2     | BR Deutschland | Bärbel Hähnle Jutta Stöck Rita Jahn Ingrid Becker                                  | 44,0000                          | 43,90                              |
| 3     | Großbritannien | Anita Neil Denise Ramsden Sheila Cooper Val Peat                                   | 44,3000                          | 44,39                              |
| 4     | Frankreich     | Gabrielle Meyer Sylviane Telliez Nicole Montandon Veronique Grandrieux             | 44,6000                          | k. A.                              |
| 5     | Polen          | Krystyna Mandecka Danuta Jędrejek Urszula Jóźwik Mirosława Sarna                   | 44,7000                          | k. A.                              |
| 6     | Sowjetunion    | Nadeschda Besfamilnaja Ljudmila Golomasowa Ljudmila Samotjossowa Galina Mitrochina | 44,8000                          | k. A.                              |
| 7     | Österreich     | Liese Prokop Helga Kapfer Maria Sykora Erika Kren                                  | 45,8000                          | k. A.                              |
| DNS   | Schweden       | Elisabeth Randerz Gun Olsson Karin Lundgren Margaretha Larsson                     |                                  |                                    |

## Video
- EUROPEAN ATHLETICS 1969 ATHENS 4X100 women EAST GERMANY, youtube.com, abgerufen am 24. Juli 2022